# 纹背鸫鹛
纹背鸫鹛（学名：Turdoides earlei），是画眉科鸫鹛属的一种，分布于印度、缅甸、孟加拉国、尼泊尔和巴基斯坦。该物种的保护状况被评为无危。
纹背鸫鹛的平均体重约为46.5克。栖息地包括亚热带或热带的（低地）干草原、亚热带或热带的（低地）季节性湿润草原、亚热带或热带的（低地）干燥疏灌丛和湿地。